# Sphagnum aciphyllum
Sphagnum aciphyllum é uma espécie de planta do gênero Sphagnum e da família Sphagnaceae. 

## Taxonomia
A espécie foi descrita em 1887 por Karl Müller. 
Os seguintes sinônimos já foram catalogados:  
- Sphagnum brunnescens  Warnst.
- Sphagnum cucullatum  Warnst.
- Sphagnum hymenophyllophillum  Müll. Hal.
- Sphagnum itatiaiae  Müll. Hal. & Warnst.
- Sphagnum itatiaiae purpurascens  Müll. Hal.
- Sphagnum itatiaiae versicolor  Müll. Hal.
- Sphagnum laceratum  Müll. Hal.
- Sphagnum mosenii  Warnst.
- Sphagnum oxyphyllum  Warnst.
- Sphagnum pendulirameum  H.A.Crum
- Sphagnum triporosum  H.A.Crum
- Sphagnum uleanum  Müll. Hal.

## Forma de vida
É uma espécie rupícola, terrícola, que pode viver em coxim, folhosa e formadora de tapete. 

## Conservação
A espécie faz parte da Lista Vermelha das espécies ameaçadas do estado do Espírito Santo, no sudeste do Brasil. A lista foi publicada em 13 de junho de 2005 por intermédio do decreto estadual nº 1.499-R. 

## Distribuição
A espécie é encontrada nos estados brasileiros de Amazonas, Bahia, Espírito Santo, Minas Gerais, Mato Grosso, Pará, Paraná, Rio de Janeiro, Roraima, Rio Grande do Sul, Santa Catarina e São Paulo. 
A espécie é encontrada nos  domínios fitogeográficos de Floresta Amazônica, Cerrado e Mata Atlântica, em regiões com vegetação de campos de altitude, campos rupestres, cerrado, mata ciliar, floresta estacional semidecidual, floresta ombrófila pluvial, mata de araucária, restinga e vegetação sobre afloramentos rochosos.